# آرتور شوستر
آرتور شوستر (آلمانی: Arthur Schuster؛ زاده ۱۲ سپتامبر ۱۸۵۱ درگذشته ۱۷ اکتبر ۱۹۳۴) یک فیزیک‌دان، ریاضی‌دان، ستاره‌شناس و آماردان اهل انگلستان بود.